# ТЭЦ-20
ТЭЦ-20 — тепловая электростанция в Москве, входит в Мосэнерго. Расположена в Юго-Западном округе на территории Академического района.

## Основные производственные показатели
Данные на 1 января 2009 года:
- Установленная электрическая мощность — 730 МВт
- Выработка электроэнергии (за год) — 4232,1 млн кВт·ч
- Установленная тепловая мощность — 2400 Гкал/ч
- Отпуск тепловой энергии с коллекторов (за год) — 4500,7 тыс. Гкал

ТЭЦ-20 обеспечивает электрической и тепловой энергией районы Академический, Гагаринский, Ломоносовский, Обручевский, Донской, Дорогомилово, Даниловский, а также Якиманку, Зюзино, Котловку, Коньково, Черёмушки и Замоскворечье.
Основное и резервное топливо — природный газ, аварийное топливо — мазут.

## История
Строительство одной из центральных электростанций московской энергосистемы (первоначальное название — ТЭЦ «Калужская») началось в 1939 году. 2 апреля 1952 года ТЭЦ начала отпуск потребителям тепловой энергии, а в октябре того же года — электрической.
В 1960-е годы ТЭЦ-20 стала пионером в освоении головных образцов теплофикационной турбины Т-100-130 Уральского турбомоторного завода. В целях обеспечения потребности ближайших к ТЭЦ-20 районов теплом и электричеством в 1963—1966 годах на электростанции были введены в эксплуатацию четыре турбины Т-100-130 с пятью пылеугольными котлами ТП-87. Для покрытия пиковой тепловой нагрузки были введены в работу восемь водогрейных котлов (ПТВ-100 и ПТВМ-100). В 1969 году ТЭЦ-20 перешла на сжигание мазута в качестве аварийного вида топлива. С 1994 года станция числится в категории газомазутных.
В целях повышения эффективности деятельности электростанции постоянно производится её техническое совершенствование. За 50 лет работы парк турбин ТЭЦ-20 был обновлён на 90 %, улучшены технические, экономические и экологические показатели оборудования, КПД котлов увеличен в среднем на 3 %. За счёт внедрения малотоксичных горелок выбросы в атмосферу токсичных газов в 2008 году снижены на 26 %. В 2005—2008 годах на 5 % сокращён удельный расход топлива на отпуск электроэнергии. Перерасход топлива из-за отклонений первичных технико-экономических показателей снижен на 3,6 %. В настоящее время оборудование ТЭЦ-20 оснащено современными средствами контроля и управления технологическими процессами.
В рамках программы по энергосбережению внедрён частотно-регулируемый привод (ЧРП) фосфатных насосов и гидромуфты на сетевых насосах II подъёма и питательных электронасосах, что значительно повысило надёжность работы оборудования и снизило расход электроэнергии на собственные нужды.

## Новое строительство
В соответствии со среднесрочной программой развития и технического перевооружения действующих электростанций ОАО «Мосэнерго» на ТЭЦ-20 в 2011—2015 годах был построен двухвальный теплофикационный энергоблок ПГУ-420. Генеральным подрядчиком строительства объекта являлось ОАО «ТЭК Мосэнерго».
Основные параметры нового энергоблока:
- Установленная электрическая мощность — 420 МВт.
- Установленная тепловая мощность — 220 Гкал/ч.
- Основной вид топлива — природный газ.
- Коэффициент полезного действия ПГУ-420 (в конденсационном режиме) — свыше 58 %.

Поставку силового острова энергоблока (газовая и паровая турбины с синхронными генераторами) осуществила компания Siemens.
Изготовитель и поставщик котла-утилизатора — ОАО «ЭМАльянс».
ПГУ-420 введён в эксплуатацию 22 декабря 2015 года.

## Факты
- На этой ТЭЦ с 1974 по 1985 год работал электрослесарем русский националист, ныне монах ИПЦ Рафаила (Прокопьева) Александр Баркашов.

## Перечень основного оборудования
| Агрегат                                     | Тип                       | Изготовитель                                          | Количество | Ввод в эксплуатацию             | Основные характеристики | Основные характеристики | Источники   |
| Агрегат                                     | Тип                       | Изготовитель                                          | Количество | Ввод в эксплуатацию             | Параметр                | Значение                | Источники   |
| ------------------------------------------- | ------------------------- | ----------------------------------------------------- | ---------- | ------------------------------- | ----------------------- | ----------------------- | ----------- |
| Оборудование паротурбинных установок        |                           |                                                       |            |                                 |                         |                         |             |
| Паровой котёл                               | ТП-170                    | Таганрогский котельный завод «Красный котельщик»      | 3          | 1952 г. 1954 г.                 | Топливо                 | газ, мазут              | [ 4 ]       |
| Паровой котёл                               | ТП-170                    | Таганрогский котельный завод «Красный котельщик»      | 3          | 1952 г. 1954 г.                 | Производительность      | 170 т/ч                 | [ 4 ]       |
| Паровой котёл                               | ТП-170                    | Таганрогский котельный завод «Красный котельщик»      | 3          | 1952 г. 1954 г.                 | Параметры пара          | 100 кгс/см2, 510 °С     | [ 4 ]       |
| Паровой котёл                               | ТП-230                    | Таганрогский котельный завод «Красный котельщик»      | 3          | 1955 г. 1958 г.                 | Топливо                 | газ, мазут              | [ 4 ]       |
| Паровой котёл                               | ТП-230                    | Таганрогский котельный завод «Красный котельщик»      | 3          | 1955 г. 1958 г.                 | Производительность      | 230 т/ч                 | [ 4 ]       |
| Паровой котёл                               | ТП-230                    | Таганрогский котельный завод «Красный котельщик»      | 3          | 1955 г. 1958 г.                 | Параметры пара          | 100 кгс/см2, 510 °С     | [ 4 ]       |
| Паровой котёл                               | Е-500-13,8-560ГМ (ТП-80М) | Таганрогский котельный завод «Красный котельщик»      | 1          | 1963 г.                         | Топливо                 | газ, мазут              | [ 4 ]       |
| Паровой котёл                               | Е-500-13,8-560ГМ (ТП-80М) | Таганрогский котельный завод «Красный котельщик»      | 1          | 1963 г.                         | Производительность      | 500 т/ч                 | [ 4 ]       |
| Паровой котёл                               | Е-500-13,8-560ГМ (ТП-80М) | Таганрогский котельный завод «Красный котельщик»      | 1          | 1963 г.                         | Параметры пара          | 140 кгс/см2, 560 °С     | [ 4 ]       |
| Паровой котёл                               | Е-500 (ТП-87М)            | Таганрогский котельный завод «Красный котельщик»      | 2          | 1963 г. 1964 г.                 | Топливо                 | газ, мазут              | [ 4 ]       |
| Паровой котёл                               | Е-500 (ТП-87М)            | Таганрогский котельный завод «Красный котельщик»      | 2          | 1963 г. 1964 г.                 | Производительность      | 500 т/ч                 | [ 4 ]       |
| Паровой котёл                               | Е-500 (ТП-87М)            | Таганрогский котельный завод «Красный котельщик»      | 2          | 1963 г. 1964 г.                 | Параметры пара          | 140 кгс/см2, 560 °С     | [ 4 ]       |
| Паровой котёл                               | ТП-87                     | ЧССР                                                  | 2          | 1965 г.                         | Топливо                 | газ, мазут              | [ 4 ]       |
| Паровой котёл                               | ТП-87                     | ЧССР                                                  | 2          | 1965 г.                         | Производительность      | 420 т/ч                 | [ 4 ]       |
| Паровой котёл                               | ТП-87                     | ЧССР                                                  | 2          | 1965 г.                         | Параметры пара          | 140 кгс/см2, 560 °С     | [ 4 ]       |
| Паровой котёл                               | ТГМ-84Б                   | Таганрогский котельный завод «Красный котельщик»      | 1          | 1970 г.                         | Топливо                 | газ, мазут              | [ 4 ]       |
| Паровой котёл                               | ТГМ-84Б                   | Таганрогский котельный завод «Красный котельщик»      | 1          | 1970 г.                         | Производительность      | 420 т/ч                 | [ 4 ]       |
| Паровой котёл                               | ТГМ-84Б                   | Таганрогский котельный завод «Красный котельщик»      | 1          | 1970 г.                         | Параметры пара          | 140 кгс/см2, 560 °С     | [ 4 ]       |
| Паровая турбина                             | ПТ-30-90                  | Ленинградский металлический завод                     | 2          | 1953 г. 1997 г.                 | Установленная мощность  | 30 МВт                  | [ 4 ]       |
| Паровая турбина                             | ПТ-30-90                  | Ленинградский металлический завод                     | 2          | 1953 г. 1997 г.                 | Тепловая нагрузка       | 60 Гкал/ч               | [ 4 ]       |
| Паровая турбина                             | ПТ-65-90/13               | Ленинградский металлический завод                     | 1          | 1987 г.                         | Установленная мощность  | 65 МВт                  | [ 4 ]       |
| Паровая турбина                             | ПТ-65-90/13               | Ленинградский металлический завод                     | 1          | 1987 г.                         | Тепловая нагрузка       | 127 Гкал/ч              | [ 4 ]       |
| Паровая турбина                             | Т-110/120-130             | Уральский турбинный завод                             | 4          | 1987 г. 1988 г. 1989 г. 1998 г. | Установленная мощность  | 110 МВт                 | [ 4 ]       |
| Паровая турбина                             | Т-110/120-130             | Уральский турбинный завод                             | 4          | 1987 г. 1988 г. 1989 г. 1998 г. | Тепловая нагрузка       | 175 Гкал/ч              | [ 4 ]       |
| Паровая турбина                             | Т-100-130                 | Уральский турбинный завод                             | 1          | 1970 г.                         | Установленная мощность  | 100 МВт                 | [ 4 ]       |
| Паровая турбина                             | Т-100-130                 | Уральский турбинный завод                             | 1          | 1970 г.                         | Тепловая нагрузка       | 160 Гкал/ч              | [ 4 ]       |
| Водогрейное оборудование                    |                           |                                                       |            |                                 |                         |                         |             |
| Водогрейный котел                           | ПТВ-100                   | Бийский котельный завод                               | 3          | 1959—1960 г.                    | Топливо                 | газ                     | [ 4 ]       |
| Водогрейный котел                           | ПТВ-100                   | Бийский котельный завод                               | 3          | 1959—1960 г.                    | Тепловая мощность       | 100 Гкал/ч              | [ 4 ]       |
| Водогрейный котел                           | ПТВМ-100                  | Бийский котельный завод Дорогобужский котельный завод | 5          | 1961—1966 г.                    | Топливо                 | газ                     | [ 4 ]       |
| Водогрейный котел                           | ПТВМ-100                  | Бийский котельный завод Дорогобужский котельный завод | 5          | 1961—1966 г.                    | Тепловая мощность       | 100 Гкал/ч              | [ 4 ]       |
| Водогрейный котел                           | ПТВМ-180                  | Дорогобужский котельный завод                         | 2          | 1971 г.                         | Топливо                 | газ                     | [ 4 ]       |
| Водогрейный котел                           | ПТВМ-180                  | Дорогобужский котельный завод                         | 2          | 1971 г.                         | Тепловая мощность       | 180 Гкал/ч              | [ 4 ]       |
| Оборудование парогазовой установки ПГУ-420Т |                           |                                                       |            |                                 |                         |                         |             |
| Газовая турбина                             | SGT5-4000F                | Siemens                                               | 1          | 2015 г.                         | Топливо                 | газ, дизельное топливо  | [ 4 ] [ 5 ] |
| Газовая турбина                             | SGT5-4000F                | Siemens                                               | 1          | 2015 г.                         | Установленная мощность  | 281 МВт                 | [ 4 ] [ 5 ] |
| Газовая турбина                             | SGT5-4000F                | Siemens                                               | 1          | 2015 г.                         | tвыхлопа                | 579 °C                  | [ 4 ] [ 5 ] |
| Котёл-утилизатор                            | ЭМА-024-КУ                | Таганрогский котельный завод «Красный котельщик»      | 1          | 2015 г.                         | Производительность      | 264 т/ч                 | [ 4 ]       |
| Котёл-утилизатор                            | ЭМА-024-КУ                | Таганрогский котельный завод «Красный котельщик»      | 1          | 2015 г.                         | Параметры пара          | 125,3 кгс/см2, 538 °С   | [ 4 ]       |
| Котёл-утилизатор                            | ЭМА-024-КУ                | Таганрогский котельный завод «Красный котельщик»      | 1          | 2015 г.                         | Тепловая мощность       | 0 Гкал/ч                | [ 4 ]       |
| Паровая турбина                             | SST5-5000                 | Siemens                                               | 1          | 2015 г.                         | Установленная мощность  | 137 МВт                 | [ 4 ]       |
| Паровая турбина                             | SST5-5000                 | Siemens                                               | 1          | 2015 г.                         | Тепловая нагрузка       | 220 Гкал/ч              | [ 4 ]       |